# Celestino Corbacho
Celestino Corbacho Chaves (ur. 14 listopada 1949 w Valverde de Leganés) – hiszpański i kataloński polityk oraz samorządowiec, w latach 2008–2010 minister pracy i imigracji.

## Życiorys
Z wykształcenia handlowiec, w 1976 dołączył do Partii Socjalistów Katalonii (PSC), katalońskiej organizacji skonfederowanej z Hiszpańską Socjalistyczną Partią Robotniczą (PSOE). W strukturach PSC był m.in. sekretarzem do spraw polityki miejskiej. Od 1983 wybierany na radnego L’Hospitalet de Llobregat, wchodził w skład zarządu miasta. W latach 1992–1999 zasiadał w katalońskim parlamencie. Od 1994 do 2008 sprawował urząd alkada tej miejscowości. W latach 1999–2001 był wiceprzewodniczącym federacji gmin Katalonii. Pełnił także funkcję wiceprzewodniczącego, a od 2004 do 2008 przewodniczącego Diputació de Barcelona, organu zarządzającego prowincją Barcelona.
W kwietniu 2008 został ministrem pracy i imigracji w drugim rządzie José Luisa Zapatero. Stanowisko to zajmował do października 2010. Od 2010 do 2015 przez dwie kadencje ponownie sprawował mandat posła do parlamentu Katalonii.
Odznaczony Krzyżem Wielkim Orderu Karola III (2010).